# Gerry Byrne
Gerald Byrne (ur. 29 sierpnia 1938 w Liverpoolu, zm. 28 listopada 2015 w Wrexham) – angielski piłkarz, lewy obrońca. Mistrz świata z roku 1966.

## Kariera klubowa
Gerry Byrne całą piłkarską karierę spędził w Liverpoolu. W barwach The Reds zadebiutował 28 września 1957 w meczu drugiej ligi z Charltonem. W 1962 świętował z Liverpoolem awans do pierwszej ligi. W 1964 zdobył z The Reds mistrzostwo Anglii. W 1965 zdobył Puchar Anglii, a w następnym po raz drugi mistrzostwo Anglii. W tych samych latach trzykrotnie zdobył Tarczę Dobroczynności. W 1966 dotarł do finału Pucharu Zdobywców Pucharów, gdzie Liverpool uległ Borussii Dortmund (Byrne wystąpił w finale). Ogółem w latach 1957–1969 rozegrał w barwach The Reds 274 spotkań, w których zdobył 2 bramki.
| Sezon   | Klub           | Kraj   | Rozgrywki    | Mecze | Bramki |
| ------- | -------------- | ------ | ------------ | ----- | ------ |
| 1957/58 | Liverpool F.C. | Anglia | Division Two | 1     | 0      |
| 1958/59 | Liverpool F.C. | Anglia | Division Two | 1     | 0      |
| 1959/60 | Liverpool F.C. | Anglia | Division Two | 5     | 0      |
| 1960/61 | Liverpool F.C. | Anglia | Division Two | 33    | 0      |
| 1961/62 | Liverpool F.C. | Anglia | Division Two | 42    | 1      |
| 1962/63 | Liverpool F.C. | Anglia | Division One | 38    | 0      |
| 1963/64 | Liverpool F.C. | Anglia | Division One | 33    | 0      |
| 1964/65 | Liverpool F.C. | Anglia | Division One | 40    | 0      |
| 1965/66 | Liverpool F.C. | Anglia | Division One | 42    | 1      |
| 1966/67 | Liverpool F.C. | Anglia | Division One | 9     | 0      |
| 1967/68 | Liverpool F.C. | Anglia | Division One | 27    | 0      |
| 1968/69 | Liverpool F.C. | Anglia | Division One | 3     | 0      |

## Kariera reprezentacyjna
W reprezentacji Anglii Gerry Byrne zadebiutował 6 kwietnia 1963 w przegranym 1-2 meczu w British Home Championship ze Szkocją. Drugi i zarazem ostatni raz w reprezentacji wystąpił 29 czerwca 1966 w wygranym 6-1 towarzyskim meczu z Norwegią. Na mistrzostwach świata, rozpoczętych kilka dni później, a które Anglia wygrała, był rezerwowym.